# Sonet 48 (William Szekspir)

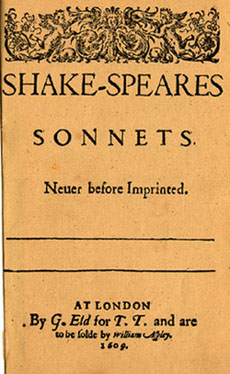
Strona tytułowa pierwszego wydania sonetów Shakespeare’a

Sonet 48 (Jakże ostrożny byłem, wyruszając) – jeden z cyklu sonetów autorstwa Williama Shakespeare’a. Po raz pierwszy został opublikowany w 1609 roku.

## Treść
W sonecie podmiot liryczny, przez niektórych badaczy utożsamiany z autorem, opisuje swoje starania o zachowanie miłości tajemniczego młodzieńca ukrywając jednak swoje uczucie.